# جبل الصعيري
جبل الصعيري، يقع في القريات، على قمته بقايا شرف وبركة ماء محاط بسور، تم إعادة إصلاحه في عصر الشعلان، كما أن له بوابة من الحجر الأسود، وقد عُثر على تمثال صغير لخروف من النحاس في قرية كاف (العقيلة) التي تمتد إلى العقيلة تجاه الشمال ولازالت بعض تكويناته الحربية قائمة بعد أن أزيلت الرمال عنها، ومازالت بعض أجزائه مطمورة بالرمال، ويوجد بالعقيلة كذلك بقايا قنوات مائية وأسراب تحت الأرض وآبار مبنية بالحجارة. وهذه الأدلة الأثرية تشير إلى أهمية هذا الموقع الذي كان أحد المراكز الحضارية ذات الأهمية الخاصة في شمال شبه الجزيرة العربية.